# Spizaetus tyrannus
L'aquila dal ciuffo nera (Spizaetus tyrannus (zu Wied-Neuwied, 1820)) è un uccello rapace della famiglia degli Accipitridi originario di una vasta fascia del continente americano che dal Messico centrale giunge fino all'Argentina nord-orientale.

## Descrizione

### Dimensioni
Misura 58-71 cm di lunghezza, per un peso di 875-955 g nel maschio e 1090-1150 g nella femmina; l'apertura alare è di 115-148 cm.

### Aspetto
Negli adulti, il piumaggio è prevalentemente nero con riflessi violacei. La base della cresta presenta una macchia bianca ben visibile; le cosce e la zona anale sono più o meno fortemente barrate di bianco. Quest'ultimo tratto è più fortemente marcato negli esemplari della razza serus, presente in America centrale e nel nord-ovest del continente sudamericano. Talvolta si trovano macchie bianche anche sulla gola e sul ventre, così come bianca è la base delle penne del dorso. La coda, nera, presenta l'estremità bianca e tre ampie bande chiare, grigie sulla parte posteriore e bianche su quella inferiore. La banda situata più vicino alla base è spesso nascosta.
I giovani sono molto diversi dai genitori. La zona che va dalla testa fino al petto è bianco-crema con macchie scure dall'aspetto seguente: il cappuccio è macchiato di nero e di camoscio, la cresta ha l'estremità bianca e le regioni auricolari sono scure. La gola e il petto presentano strisce sparse nere più grossolane verso i fianchi. La nuca è nettamente striata di marrone. Per quanto riguarda il resto del corpo, le parti superiori sono bruno-nerastre, ma le penne delle ali e le copritrici sotto-caudali hanno le punte bianche. L'addome è di colore marrone scuro con vaghe macchie biancastre, le cosce e la zona anale sono barrate di marrone e di bianco. La coda ha una punta bianca più larga. Le bande caudali, più sottili e in numero di quattro o cinque, sono grigiastre sopra e biancastre sotto.
Gli esemplari della fine del primo anno subiscono apparentemente una muta nel giro di qualche mese sulla testa e sul corpo. Tuttavia, essi continuano a somigliare molto ai giovani, ma la loro mantellina è più nera, il petto è più abbondantemente striato di nero e l'intero addome è nettamente barrato di nero e di bianco.
Gli uccelli del secondo anno sono come gli adulti, ma conservano ancora un sopracciglio striato di bianco, delle macchie o delle strisce chiare sulla gola e alcune chiazze biancastre sul ventre.
Negli adulti, gli occhi variano dal giallo dorato all'arancio e la cera e la parte nuda delle redini sono grigio-ardesia. Zampe e piedi sono di colore giallo o giallo-arancio. I giovani hanno l'iride di un colore variabile dal giallo al giallo-bruno. Le loro zampe sono più chiare di quelle degli adulti.

### Voce
Durante gli alti voli planati, le aquile dal ciuffo nere sono particolarmente rumorose ed emettono una serie di potenti fischietti whit whit whit wheeéeeeer dall'ultima nota discendente, esattamente l'opposto di quelli emessi dall'aquila dal ciuffo ornata (Spizaetus ornatus). I richiami possono essere ripetuti più volte senza una vera pausa.

## Biologia
Le aquile dal ciuffo nere vivono da sole o in coppia. Questi uccelli praticano spesso voli circolari ad alta quota. Questi voli planati durano talvolta una decina di minuti e sono accompagnati da grida. Hanno luogo principalmente dalla metà della mattina fino all'inizio del pomeriggio. Sono inoltre osservabili parate aeree durante le quali entrambi i partner eseguono acrobazie e intrecciano gli artigli.
Le aquile dal ciuffo nere sono principalmente sedentarie, ma a volte sono soggette a movimenti locali. Sono soprattutto nomadi gli esemplari che vivono a Trinidad e nella penisola dello Yucatán.

### Alimentazione
Le aquile dal ciuffo nere cacciano soprattutto uccelli e mammiferi arboricoli. La preferenza per l'una o l'altra categoria di prede è più o meno marcata a seconda delle regioni. Catturano anche serpenti e grosse lucertole. Tra gli uccelli catturati, figurano prede abbastanza grandi come i ciacialaca o le penelopi, i tucani e gli aracari. Nella parte sud-orientale del Messico, questi ultimi costituiscono quasi il 50% della dieta. Anche uccelli di taglia più modesta come piccoli passeriformi e nidiacei fanno parte del menu. I mammiferi catturati sono di piccole e medie dimensioni, come piccole scimmie, scoiattoli, marsupiali e, a volte, pipistrelli, che vengono assaliti mentre riposano durante il giorno.
Le aquile dal ciuffo nere si lanciano sulla preda a partire da posatoi. Esaminano i dintorni grazie a voli di albero in albero interrotti da brevi pause. Catturano le loro vittime lasciandosi cadere a terra o inseguendole in aria.

### Riproduzione
In America centrale la stagione di nidificazione va da dicembre ad agosto. Il nido è costituito da una voluminosa costruzione di circa 125 cm di diametro fatta con bastoncini di legno. Di solito è collocato tra i 13 e i 20 metri dal suolo, nella corona di una palma reale (Roystonea regia), alla base di un ramo laterale o in un denso groviglio di piante rampicanti all'interno di un mogano (Swietenia) o un altro albero emergente.
La covata comprende una o due uova la cui durata di incubazione non è ancora stata determinata. I giovani si involano e lasciano il loro luogo di nascita nel giro di circa 70 giorni. Dopo di ciò, restano in prossimità del nido per molti altri mesi ancora.

## Distribuzione e habitat
Le aquile dal ciuffo nere occupano la volta delle foreste umide tropicali e subtropicali. Si incontrano più comunemente vicino ai margini della foresta o lungo fiumi o altre interruzioni della superficie boscosa. Questi uccelli frequentano inoltre i terreni in corso di rigenerazione e le zone boscose semiaperte. Amano le zone pianeggianti e le pianure, ma sembrano prediligere le zone collinari. Vengono generalmente osservati nelle foreste frammentate, ma non trascurano le aree boscose i cui alberi formano una copertura continua. Gli aquilastori neri vivono dal livello del mare fino a 2000 metri, ma il loro habitat preferito si situa piuttosto tra i 200 e i 1500 metri di altitudine. In Guatemala possono spingersi fino a 3000 metri.
Le aquile dal ciuffo nere sono originarie dell'America centrale e dell'America meridionale, dal Messico sud-orientale fino al Paraguay e all'Argentina settentrionale (Misiones). In America centrale mancano del tutto o sono molto localizzate lungo il versante pacifico di Messico, Guatemala, El Salvador e Honduras. In America meridionale sono assenti dalle Ande dell'Ecuador, del Perù e della Bolivia. La loro presenza è dubbia nella maggior parte del Venezuela.

## Tassonomia
Ne vengono riconosciute due sottospecie:
- S. t. tyrannus (zu Wied-Neuwied, 1820), la sottospecie nominale, diffusa nelle regioni orientali di Brasile e Paraguay e nel nord dell'Argentina;
- S. t. serus Friedmann, 1950, presente nel resto dell'area di distribuzione, vale a dire America centrale, regioni nord-occidentali dell'America Meridionale e Amazzonia.

## Conservazione
L'areale complessivo di questa specie ricopre oltre 9 milioni di chilometri quadrati. All'interno di questo vasto territorio, l'aquilastore nero è considerato «localmente abbastanza comune». Non ci sono informazioni specifiche riguardo alla sua densità di popolazione. Tuttavia, in alcune aree gli studiosi sono giunti alla conclusione che la specie abbia subito un declino più o meno grave a causa della deforestazione, della presenza umana e degli abbattimenti con le armi da fuoco. Secondo BirdLife, la sua popolazione può essere stimata tra le 20.000 e le 50.000 unità e, secondo Ferguson-Lees e Christie, questo uccello è in grado di adattarsi alla presenza degli uomini meglio delle aquile dal ciuffo ornate, qualità che potrebbe tornargli utile in futuro. La specie viene considerata a «rischio minimo» (Least Concern).